# Bu Craa
Bu Craa eller Bukra (arabiska: بوكراع; spanska: Bucraa; franska: Boukraa) är en ort i den av Marocko kontrollerade delen av det omstridda området Västsahara.
Enligt Marockos administrativa indelning tillhör orten en landskommun med samma namn i provinsen El-Aaiún. Denna kommun hade 558 invånare enligt Marockos folkräkning 2014.